# Ogiwara Takuya
Takuya Ogiwara (sinh ngày 23 tháng 11 năm 1999) là một cầu thủ bóng đá người Nhật Bản. Anh thi đấu ở vị trí hậu vệ trái cho câu lạc bộ Dinamo Zagreb tại Croatia , đang được cho mượn từ câu lạc bộ Urawa Red Diamonds tại J1 League .

## Sự nghiệp câu lạc bộ
Takuya Ogiwara đã từng chơi cho Urawa Reds. Hiện tại anh đang được cho mượn sang câu lạc bộ Dinamo Zagreb tại giải bóng đá vô địch quốc gia Croatia